# Condado de Niza
El Condado de Niza (nizardo: Countea de Nissa) era una división administrativa del Ducado de Saboya creado en 1388 y que desapareció con la anexión a Francia en 1860. A lo largo del tiempo, sus fronteras no han evolucionado. Corresponde en la actualidad al distrito de Niza, en el departamento de los Alpes-Marítimos y pertenece a una región cultural viva, que recibe el nombre de "País nizardo" (Païs Nissart en nizardo, Pays Niçois en francés). Su coherencia está asegurada por la ciudad de Niza, capital regional y que se caracteriza por una profunda identidad.

## Historia
En la época romana, la provincia de los Alpes Marítimos —que corresponderá más tarde a una parte del condado de Niza— fue creada al oeste de la Regio IX Liguria (en el noroeste de la Italia romana) como punto de separación entre Italia y las provincias de la Galia.

### Saboya adquiere Niza

Antiguos Estados italianos en 1494.

Invasión y anexión francesa de Niza y de Saboya en 1860 durante la Unificación de Italia. Napoleón III impedirá a Córcega de unirse a Italia.

En 1380, la condesa Juana I de Nápoles, sin hijos, adoptó a Luis de Anjou, el hermano del rey de Francia Carlos V. El primo de Luis, el duque Carlos de Durazzo, dirige entonces la Unión de Aix, el partido provenzal anti-angevino, y asesina a Juana, empezando una guerra de sucesión que terminará con la victoria de los partidarios de la Casa de Anjou. Tomando ventaja de los problemas, el conde de Saboya Amadeo VII el Rojo, quien deseaba tener acceso al mar, negoció con Jean Grimaldi de Bueil (Casa de Grimaldi). Este último, el barón Beuil, gobernador de Niza y senescal, no quería la soberanía de Francia (de los condados de Provenza), situada en la orilla al oeste del río Var y del Esteron. 
En 1561, Manuel Filiberto de Saboya, suprimió la utilización del 
latín como lengua administrativa y —al igual que en los Estados italianos preunitarios— estableció el idioma italiano como lengua oficial de los asuntos gubernamentales en el condado de Niza;  aunque la población seguía utilizando, coloquialmente y a nivel infrmal o no escrito, siempre el habla local: una variante del occitano llamado nizardo.
Fue ocupado por Francia en 1792. Hasta que fue devuelto al Reino de Cerdeña por el Tratado de París (1814).
En 1860 Francia anexiona el condado de Niza. Se organizará un referéndum donde la población accepta la anexión con un resultado de 83% en el condado y 86% en la ciudad de Niza.
En 1947 por el Tratado de París las ciudades italianas de La Brigue y Tende pasaron a Francia, quedando en Italia Briga Alta. Únicas poblaciones del condado de Niza que se incluyeron en el Reino de Italia.